# Strada Halelor
Strada Halelor mărginește o parte din limita de sud a centrului istoric al municipiului București, în sectorul 3, la limita cu sectorul 5.

## Descriere
Strada este situată pe malul stâng al Dâmboviței, este orientată de la vest spre est și se desfășoară pe o lungime de 250 de metri între străzile Șelari și Bulevardul Ion C. Brătianu. 

## Istoric
Numele străzii provine de la Halele Centrale care s-au aflat în apropierea acesteia.
Locul pe care se va afla mai târziu Piața Unirii a fost pentru prima oară amenajat urbanistic prin dispozițiile Regulamentului Organic (1834-1835) din timpul administrației rusești, care prevedea amplasarea a nu mai puțin de 10 piețe în București. Pe o bună parte a perimetrului actual al Pieței Unirii (Piata Maghistratului pe atunci) se vor ridica o serie de construcții care vor face ca locul să devină un fel de centru comercial dar și administrativ al orașului: Sfatul Orășenesc si Primăria. Mai târziu, pe lângă alte proiecte urbanistice inițiate de domnitorul Alexandru Ioan Cuza a fost și acela privind lărgirea acestei piețe, în primul rând prin construirea Halei Mari după proiectul antreprenorului francez Alfred Godillo, având ca model halele din Paris. Odată cu declanșarea proiectului regularizării Dâmboviței în vremea regelui Carol I în această piață au apărut unele modificări pe linia modernizării sale. Astfel, este demolată vechea Primărie, sunt construite mai multe hale și numeroase tarabe, prăvălii, astfel încât ansamblul capătă denumirea de „Halele Centrale”. 
În perioada postbelică, sub imperiul modernizării, au trebuit să dispară și unele construcții reprezentative pentru acest perimetru. Demolarea Halei Mari, ultima rămasă în picioare, s-a făcut la începutul anilor '80. Amintirea Halelor a rămas imortalizată doar în numele purtat de o stradă în marginea perimetrului în care se aflau acestea, Strada Halelor, de-a lungul căreia se află o serie de clădiri de epocă restaurate și modernizate, între care și o fațadă a Hanului Manuc.

## Monumente istorice și clădiri
Majoritatea clădirilor aflate pe strada Halelor provin de la sfârșitul secolului al XIX-lea, dar au fost renovate în ultima vreme, conform proiectului primăriei generale de restaurare a zonei istorice din centrul capitalei în care este cuprinsă și strada Halelor.
Ansamblul de arhitectură „Strada Halelor” este înscris pe Lista monumentelor istorice 2010 - Municipiul București - la nr. crt. 1171, cod LMI B-II-a-B-18901. Pe lista monumentelor este și Hanul Manuc (cod LMI B-II-m-A-18788) situat pe Strada Franceză nr. 62, dar cu fațada sudică pe Strada Halelor nr. 9-13, sector 3.

## Transport
În dreptul Hanului Manuc se află stația RATB a liniilor de autobuz 104, 123, 124 și 385 care traversează Piața Unirii și fac legătura între estul și nord-vestul orașului.

## Galerie de imagini

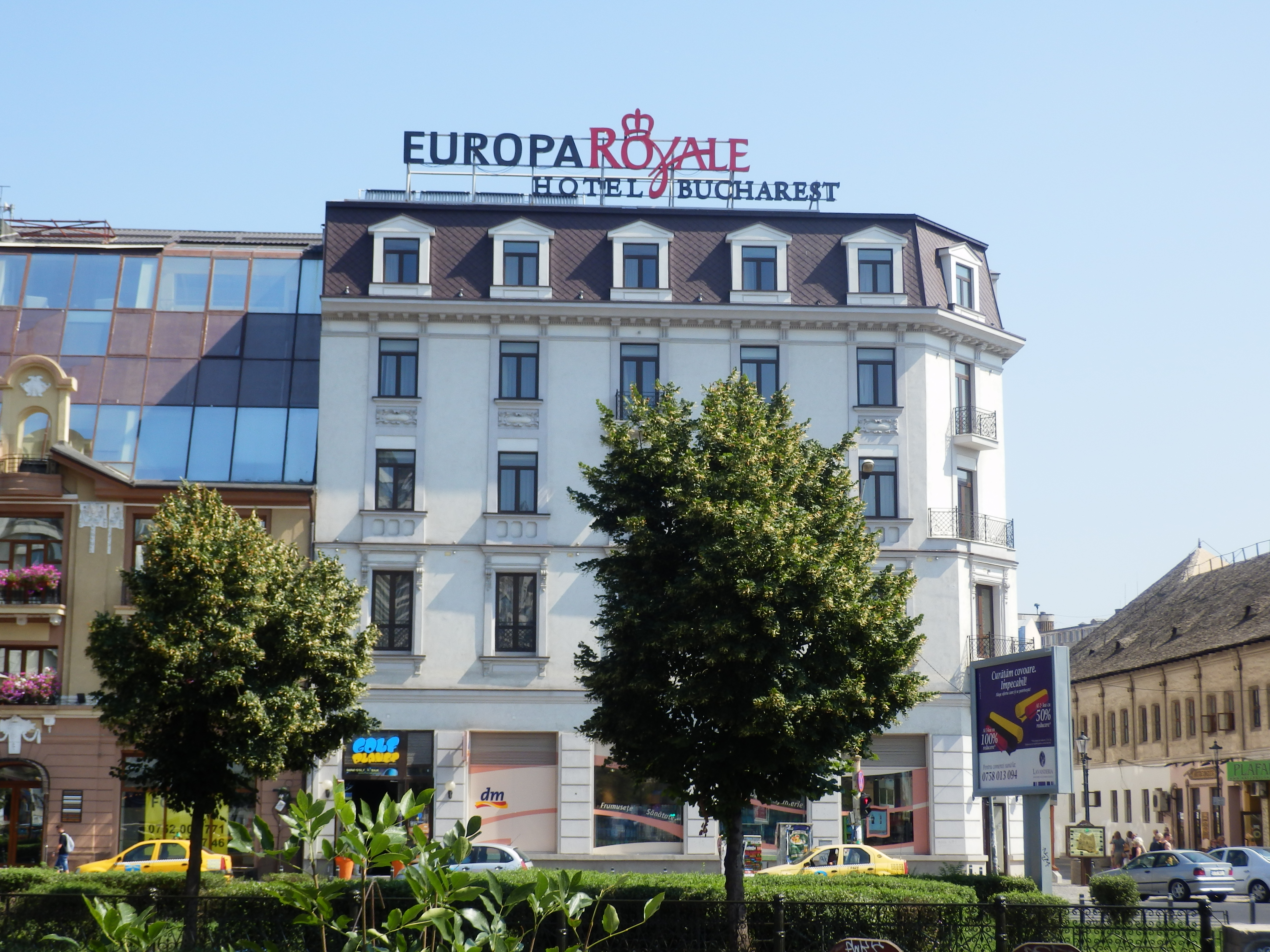
Strada Halelor la intersectia cu srada Căldărari
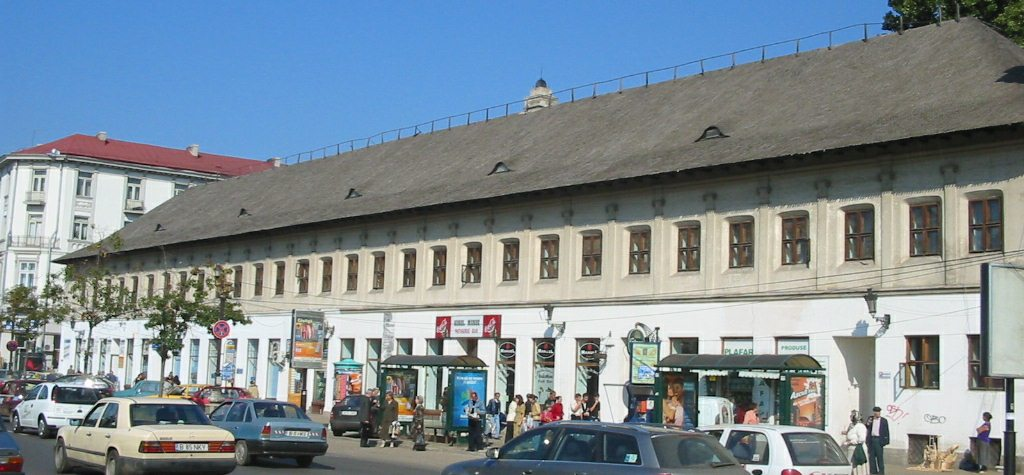
Hanul Manuc, monument istoric, faţada de pe str. Halelor
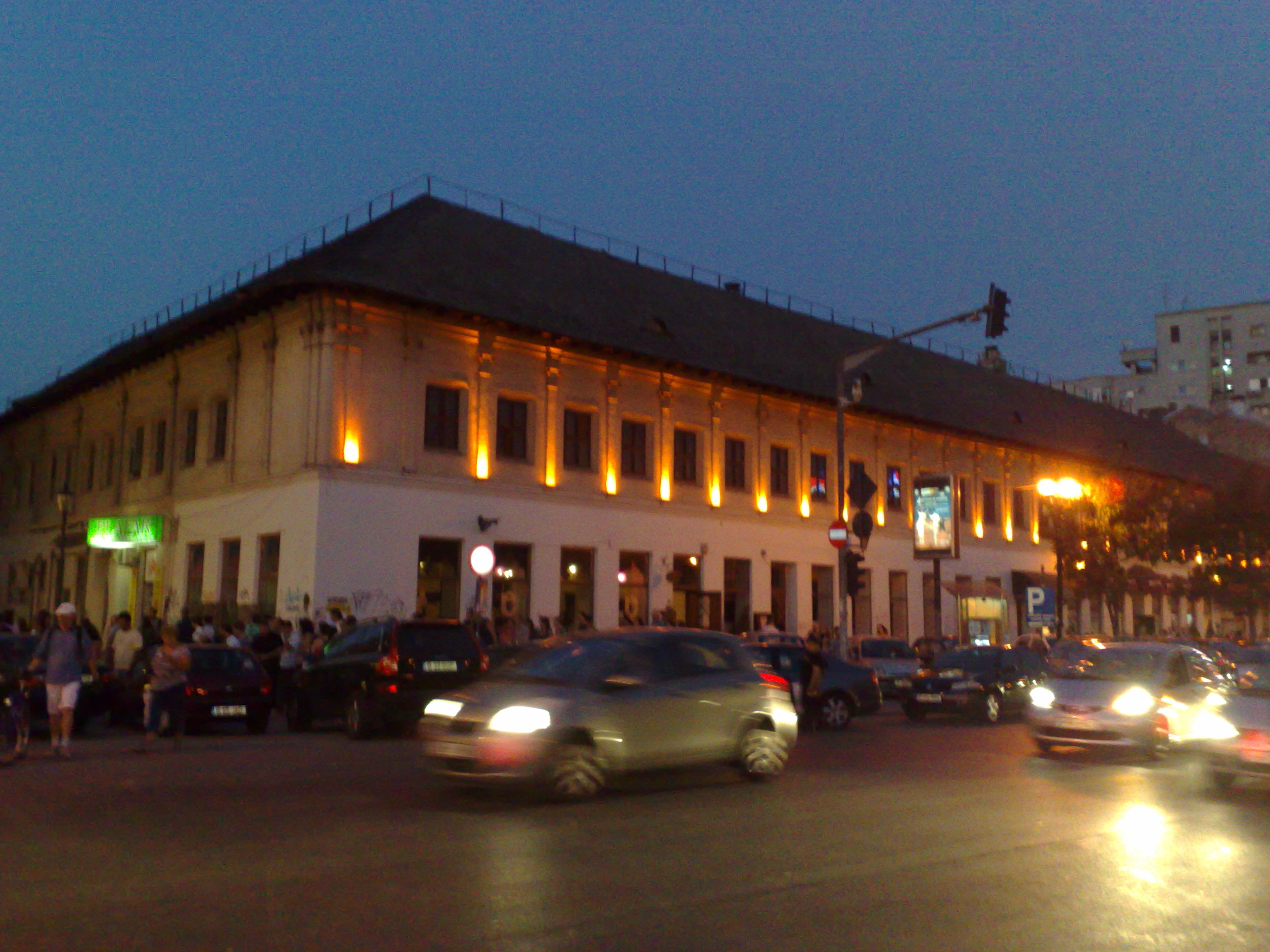
Hanul Manuc noaptea
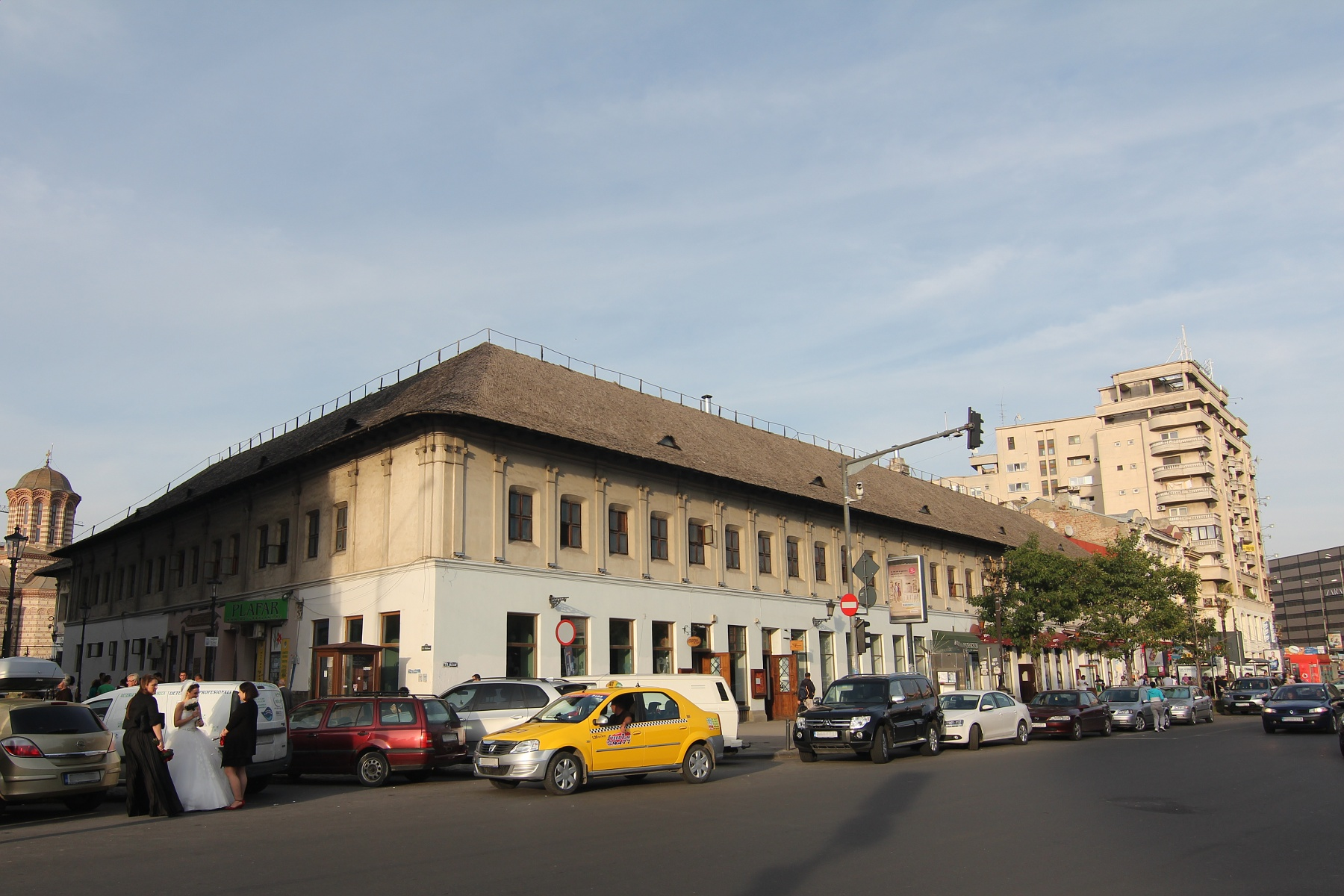
Hanul Manuc -  intersectia srăzilor Căldărari şi Halelor
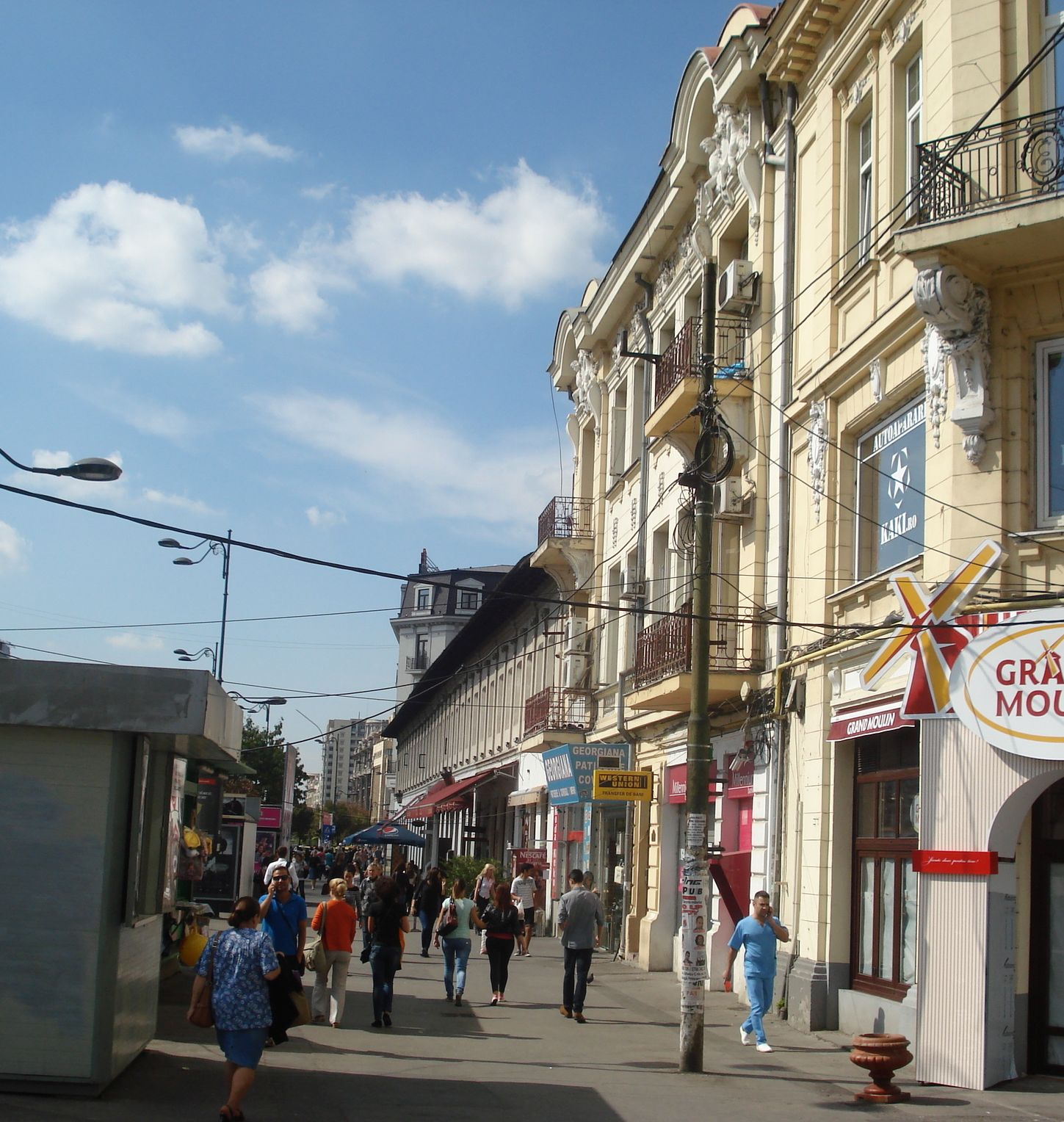
Strada Halelor - vedere de la intersecţia cu str. Bazaca

## Legături externe
- Strada Halelor - www.openstreetmap.org
- Strada Halelor pa Flickr.com
- Strada Halelor pe Google maps - street view